# Генератор переменного тока
Генера́тор переме́нного то́ка («альтерна́тор») — электрическая машина, преобразующая механическую энергию в электрическую энергию переменного тока. Большинство генераторов переменного тока используют вращающееся магнитное поле.

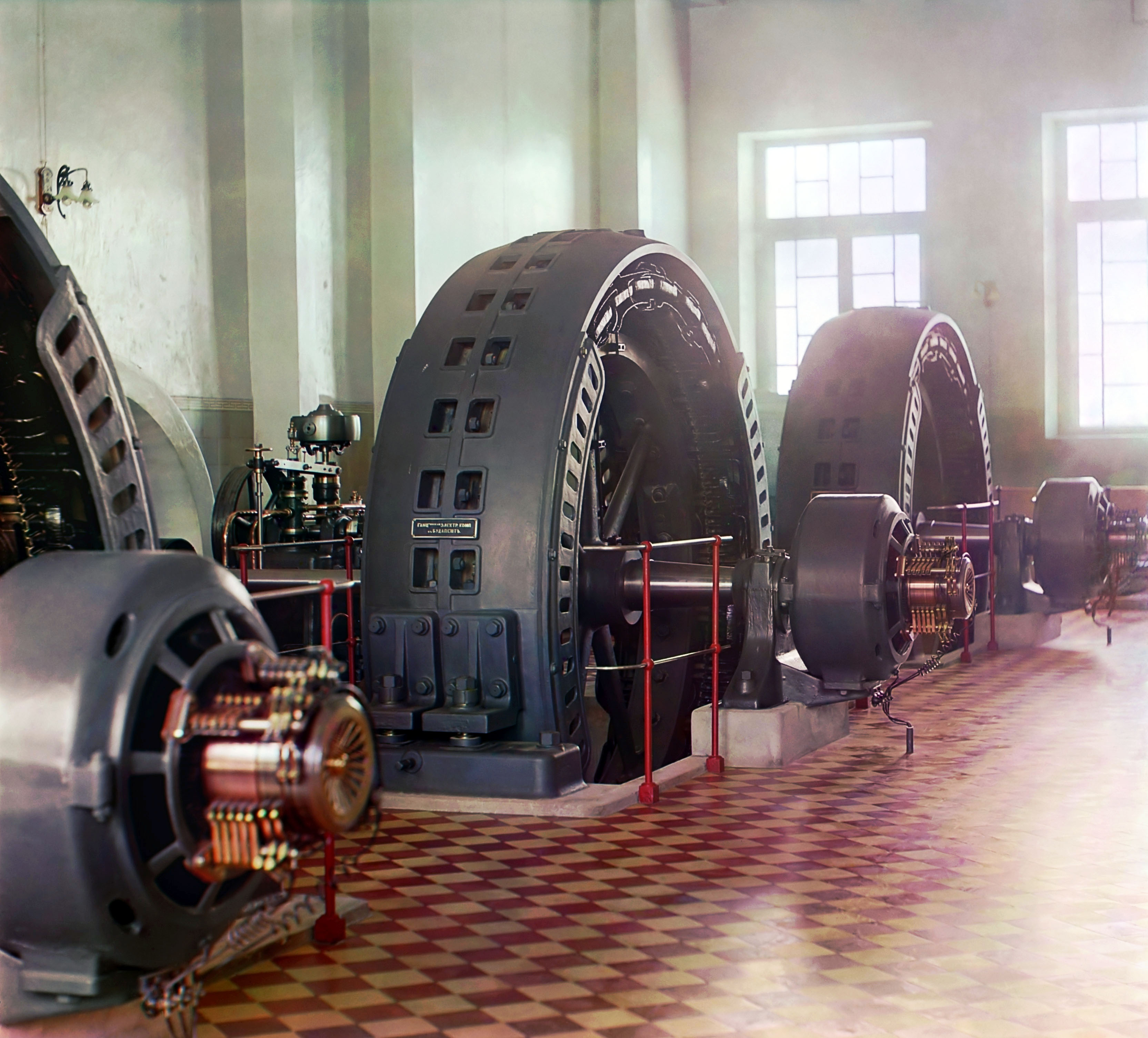
Машинный зал Гиндукушской ГЭС на реке Мургаб. Генератор переменного тока с возбудителем изготовлен в Будапеште (Венгрия), на Ganz Works (венг).
Фотография Прокудина-Горского, 1911 год.

Принцип работы генератора заключается в преобразовании механической энергии в электрическую путем вращения проволочной катушки в магнитном поле. Электрический ток вырабатывается и тогда, когда силовые линии движущегося магнита пересекают витки проволочной катушки. Электроны перемещаются по направлению к положительному полюсу магнита, а электрический ток течёт от положительного полюса к отрицательному. До тех пор, пока силовые линии магнитного поля пересекают катушку (проводник), в проводнике индуцируется электрический ток. Аналогичный принцип работает и при перемещении проволочной рамки относительно магнита, то есть когда рамка пересекает силовые линии магнитного поля. Индуцированный электрический ток течёт таким образом, что его поле отталкивает магнит, когда рамка приближается к нему, и притягивает, когда рамка удаляется. Каждый раз, когда рамка изменяет ориентацию относительно полюсов магнита, электрический ток также изменяет свое направление на противоположное. Все то время, пока источник механической энергии вращает проводник (или магнитное поле), генератор будет вырабатывать переменный электрический ток.

## История
Электрические машины, генерирующие переменный ток, были известны в простом виде со времён открытия магнитной индукции электрического тока. Ранние машины были разработаны Майклом Фарадеем и Ипполитом Пикси.
Фарадей разработал «вращающийся прямоугольник», действие которого было многополярным — каждый активный проводник пропускался последовательно через область, где магнитное поле было в противоположных направлениях. Первая публичная демонстрация наиболее сильной «альтернаторной системы» имела место в 1886 году. Большой двухфазный генератор переменного тока был построен британским электриком Джеймсом Гордоном (англ. James Edward Henry Gordon) в 1882 году. Лорд Кельвин и Себастьян Ферранти (англ. Sebastian Pietro Innocenzo Adhemar Ziani de Ferranti) также разработали ранний альтернатор, производивший переменный ток частотой между 100 и 300 герц. В 1891 году Никола Тесла запатентовал практический «высокочастотный» альтернатор (который действовал на частоте около 15 000 Герц). После 1891 года были изобретены многофазные альтернаторы. Генератор трёхфазного тока с трёхпроводной нагрузкой разработал и продемонстрировал русский инженер Михаил Доливо-Добровольский, работавший главным инженером берлинской компании AEG. В 1893 году продемонстрированное им изобретение было использовано А. Н. Щенсновичем при строительстве первой промышленной трёхфазной электростанции в составе Новороссийского зернового элеватора.

## Теория генератора переменного тока

В прямоугольном контуре вращается постоянный магнит

Принцип действия генератора основан на законе электромагнитной индукции — индуцирование электродвижущей силы в прямоугольном контуре (проволочной рамке), находящейся в однородном вращающемся магнитном поле. Или наоборот, прямоугольный контур вращается в однородном неподвижном магнитном поле.
Допустим, что однородное магнитное поле, создаваемое постоянным магнитом, вращается вокруг своей оси в проводящем контуре (проволочной рамке) с равномерной угловой скоростью {\displaystyle \omega }. Две равные порознь вертикальные стороны контура (см. рисунок) являются активными, так как их пересекают магнитные линии магнитного поля. Две равные порознь горизонтальные стороны контура — не активные, так как магнитные линии магнитного поля их не пересекают, магнитные линии скользят вдоль горизонтальных сторон, электродвижущая сила в них не образуется.
В каждой из активных сторон контура индуктируется электродвижущая сила, величина которой определяется по формуле:
{\displaystyle e_{1}=Blv\sin \omega t} и {\displaystyle e_{2}=Blv\sin(\omega t+}{\displaystyle \pi }{\displaystyle )=-Blv\sin \omega t},
где
{\displaystyle e_{1}} и {\displaystyle e_{2}} — мгновенные значения электродвижущих сил, индуктированных в активных сторонах контура, в вольтах;
{\displaystyle B} — магнитная индукция магнитного поля в вольт-секундах на квадратный метр (Тл, Тесла);
{\displaystyle l} — длина каждой из активных сторон контура в метрах;
{\displaystyle v} — линейная скорость, с которой вращаются активные стороны контура, в метрах в секунду;
{\displaystyle t} — время в секундах;
{\displaystyle \omega t} и {\displaystyle \omega t+}{\displaystyle \pi } — углы, под которыми магнитные линии пересекают активные стороны контура.
Так как электродвижущие силы, индуктированные в активных сторонах контура, действуют согласно друг с другом, то результирующая электродвижущая сила, индуктируемая в контуре,
будет равна {\displaystyle e=2Blv\sin \omega t}, то есть индуктированная электродвижущая сила в контуре изменяется по синусоидальному закону.
Если в контуре вращается однородное магнитное поле с равномерной угловой скоростью, то в нём индуктируется синусоидальная электродвижущая сила.
Можно преобразовать формулу {\displaystyle e=2Blv\sin \omega t}, выразив её через максимальный магнитный поток {\displaystyle \Phi _{m}}, пронизывающий контур.
Относительная линейная скорость {\displaystyle v} активных сторон равна произведению радиуса вращения {\displaystyle {\frac {\alpha }{2}}} на угловую скорость {\displaystyle \omega }, то есть {\displaystyle v={\frac {\alpha }{2}}\omega }.
Тогда получим {\displaystyle e=2Bl{\frac {\alpha }{2}}\omega \sin \omega t},
где
{\displaystyle \omega \Phi _{m}} — амплитуда синусоидальной электродвижущей силы;
{\displaystyle \omega t} — фаза синусоидальной электродвижущей силы;
{\displaystyle \omega } — угловая скорость синусоидальной электродвижущей силы, в данном случае равная угловой скорости вращения магнита в контуре.
С учётом того, что контур состоит из многих витков провода, электродвижущая сила пропорциональна количеству витков {\displaystyle w} и формула будет выглядеть так: {\displaystyle e=w2Bl{\frac {\alpha }{2}}\omega \sin \omega t}.
Если ввести в формулу максимальный магнитный поток, тогда {\displaystyle e=w\Phi _{m}\sin \omega t}.

## Устройство генератора переменного тока
По конструкции можно выделить:

Схематическое устройство однофазного 4-полюсного генератора переменного тока. Генератор с вращающимися магнитными полюсами и неподвижным статором

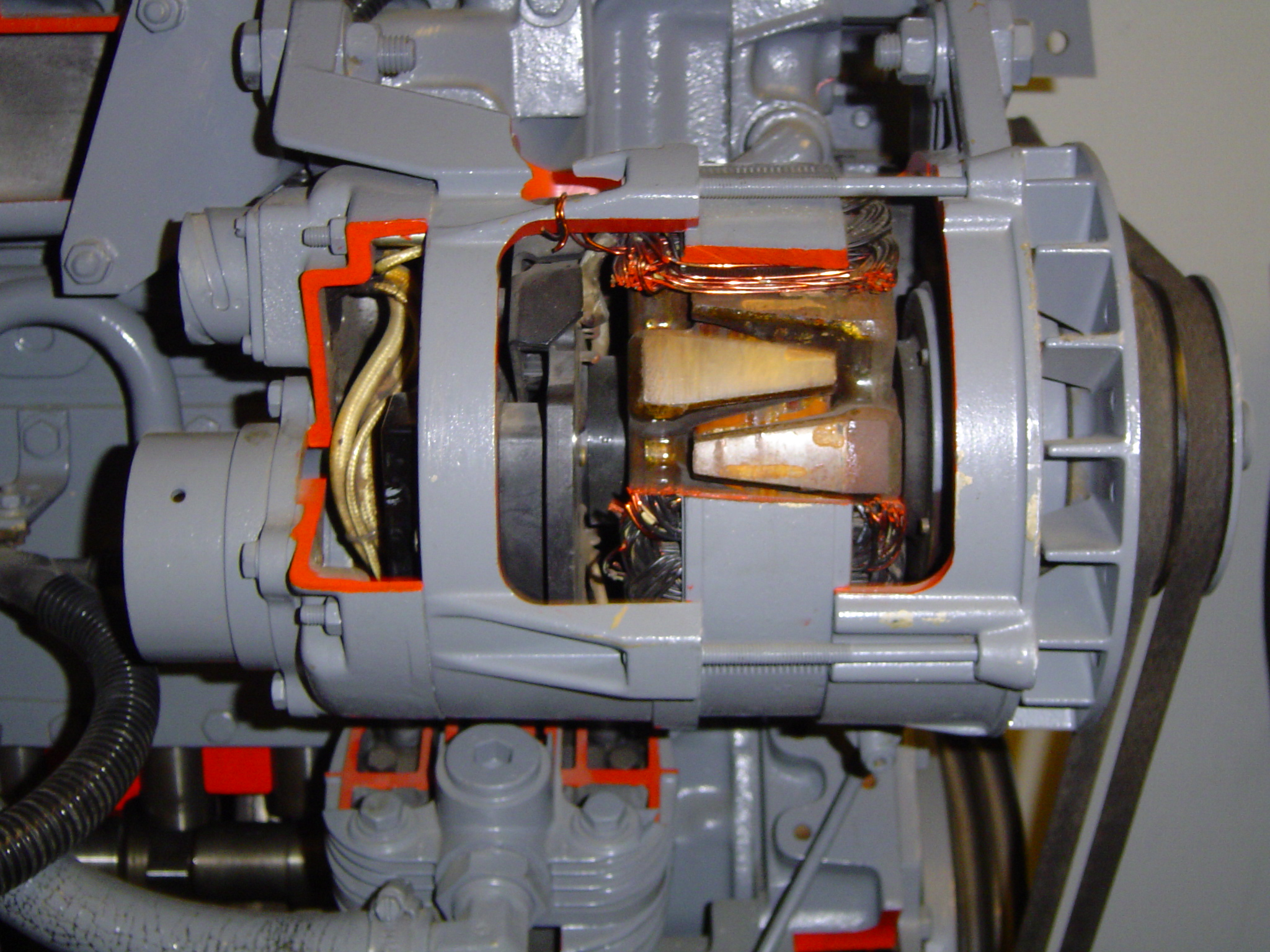
Автомобильный генератор переменного тока в разрезе. Видны полюсные наконечники

К трёхфазному генератору (соединение «звездой») подключена активная нагрузка (соединение «звездой»), нейтральный провод отсутствует

- генераторы с неподвижными магнитными полюсами и вращающимся якорем;
- генераторы с вращающимися магнитными полюсами и неподвижным статором.

Последние получили большее распространение, так как благодаря неподвижности статорной обмотки отпадает необходимость снимать с ротора большой ток высокого напряжения с использованием скользящих контактов (щёток) и контактных колец.
Подвижная часть генератора называется ротор, а неподвижная — статор.
Статор собирается из отдельных железных листов, изолированных друг от друга. На внутренней поверхности статора имеются пазы, куда вкладываются провода статорной обмотки генератора.
Ротор изготавливается, обычно, из сплошного железа, полюсные наконечники магнитных полюсов ротора собираются из листового железа. При вращении между статором и полюсными наконечниками ротора присутствует минимальный зазор, для создания максимально возможной магнитной индукции. Геометрическая форма полюсных наконечников подбирается такой, чтобы вырабатываемый генератором ток был наиболее близок к синусоидальному.
На сердечники полюсов посажены катушки возбуждения, питаемые постоянным током. Постоянный ток подводится с помощью щёток к контактным кольцам, расположенным на валу генератора.
По способу возбуждения генераторы переменного тока делятся на:
- генераторы, обмотки возбуждения которых питаются постоянным током от постороннего источника электрической энергии, например от аккумуляторной батареи (генераторы с независимым возбуждением).
- генераторы, обмотки возбуждения которых питаются от постороннего генератора постоянного тока малой мощности (возбудителя), сидящего на одном валу с обслуживаемым им генератором.
- генераторы, обмотки возбуждения которых питаются выпрямленным током самих же генераторов (генераторы с самовозбуждением). См также бесщёточный синхронный генератор.
- генераторы с возбуждением от постоянных магнитов.

Конструктивно можно выделить:
- генераторы с явно выраженными полюсами;
- генераторы с неявно выраженными полюсами.

По количеству фаз можно выделить:
- Однофазные генераторы. См. также конденсаторный двигатель, однофазный двигатель.
- Двухфазные генераторы. См. также двухфазная электрическая сеть, двухфазный двигатель.
- Трёхфазные генераторы. См. также трёхфазная система электроснабжения, трёхфазный двигатель.

По соединению фазных обмоток трёхфазного генератора:
- шестипроводная система Тесла (практического значения не имеет);
- соединение «звездой»;
- соединение «треугольником»;
- соединение шести обмоток в виде одной "звезды" и одного "треугольника" на одном статоре.

Наиболее распространено соединение «звездой» с нейтральным проводом (четырёхпроводная схема), позволяющее легко компенсировать фазовые перекосы и исключающее появление постоянной составляющей и паразитных кольцевых токов в обмотках генератора, приводящих к потерям энергии и перегреву.
Так как на практике в электросетях с множеством мелких потребителей нагрузка на разные фазы не является симметричной (подключается разная электрическая мощность, или например, активная нагрузка на одной фазе, а на другой индуктивная или ёмкостная, то при соединении «треугольником» или «звездой» без нейтрального провода можно получить такое неприятное явление как «перекос фаз», например, лампы накаливания, подключённые к одной из фаз, слабо светятся, а на другие фазы подаётся чрезмерно большое электрическое напряжение и включённые приборы  «сгорают».

## Частота переменного тока, вырабатываемого генератором
Данные генераторы являются синхронными, то есть угловая скорость (число оборотов) вращающегося магнитного поля линейно зависит от угловой скорости (числа оборотов) ротора генератора и асинхронными, в которых имеется скольжение, то есть, отставание магнитного поля статора от угловой скорости ротора. Ввиду некоторой громоздкости регулирования асинхронные генераторы получили небольшое распространение.
Если ротор генератора двухполюсный, то за один его полный оборот индуктированная электродвижущая сила совершит полный цикл своих изменений.
Следовательно, частота электродвижущей силы синхронного генератора будет: {\displaystyle f={\frac {n}{60}}},
где
{\displaystyle f} — частота в герцах;
{\displaystyle n} — число оборотов ротора в минуту.
Если генератор имеет число пар полюсов {\displaystyle p}, то соответственно этому частота электродвижущей силы такого генератора будет
в {\displaystyle p} раз больше частоты электродвижущей силы двухполюсного генератора: {\displaystyle f=p{\frac {n}{60}}}.
Частота переменного тока в электрических сетях должна строго соблюдаться, в России и других странах она составляет 50 периодов в секунду (герц). В ряде стран, например в США, Канаде, Японии, в электрическую сеть подаётся переменный ток с частотой 60 герц. Переменный ток с частотой 400 герц применяется в бортовой сети самолётов.
В таблице показана зависимость частоты генерированного переменного тока от количества магнитных полюсов и числа оборотов генератора
Данный фактор следует учитывать при конструировании генераторов.
| Число полюсов | Число оборотов ротора для частоты 50 герц, в 1 минуту | Число оборотов ротора для частоты 60 герц, в 1 минуту | Число оборотов ротора для частоты 400 герц, в 1 минуту |
| ------------- | ----------------------------------------------------- | ----------------------------------------------------- | ------------------------------------------------------ |
| 2             | 3 000                                                 | 3 600                                                 | 24 000                                                 |
| 4             | 1 500                                                 | 1 800                                                 | 12 000                                                 |
| 6             | 1 000                                                 | 1 200                                                 | 8 000                                                  |
| 8             | 750                                                   | 900                                                   | 6 000                                                  |
| 10            | 600                                                   | 720                                                   | 4 800                                                  |
| 12            | 500                                                   | 600                                                   | 4 000                                                  |
| 14            | 428,6                                                 | 514,3                                                 | 3 429                                                  |
| 16            | 375                                                   | 450                                                   | 3 000                                                  |
| 18            | 333,3                                                 | 400                                                   | 2 667                                                  |
| 20            | 300                                                   | 360                                                   | 2 400                                                  |
| 40            | 150                                                   | 180                                                   | 1 200                                                  |

Например, паровая турбина оптимально работает при 3000 оборотов в минуту, число полюсов генератора равняется двум.
Например, для дизельного двигателя, применяемого на дизельных электростанциях, оптимальный режим работы 750 оборотов в минуту, тогда генератор должен иметь 8 полюсов.
Например, массивные и тихоходные гидравлические турбины на крупных гидроэлектростанциях вращаются со скоростью 150 оборотов в минуту, тогда генератор должен иметь 40 полюсов.
Данные примеры приведены для частоты переменного тока 50 герц.

## Параметры синхронного генератора
Основными величинами, характеризующими синхронный генератор, являются:
- электрическое напряжение на зажимах {\displaystyle U}, вольт;
- сила тока {\displaystyle I}, ампер;
- полная мощность[вольт-ампер]
- активная мощность {\displaystyle P_{i}}, ватт;
- число оборотов ротора в минуту {\displaystyle n};
- коэффициент мощности {\displaystyle \cos \phi } (косинус «фи»).
- тип возбуждения обмотки

## Характеристика холостого хода генератора
Электродвижущая сила генератора переменного тока пропорциональна величине магнитного потока {\displaystyle \Phi } и числу оборотов {\displaystyle n} ротора генератора в минуту:
{\displaystyle E=cn\Phi }, где {\displaystyle c} — коэффициент пропорциональности (определяется конструкцией генератора).
Хотя величина ЭДС синхронного генератора зависит от числа оборотов {\displaystyle n} ротора, регулировать её путём изменения скорости вращения ротора невозможно, так как с числом оборотов ротора генератора связана частота переменного тока, генерируемого генератором. При работе генератора в электрических сетях частота должна строго соблюдаться (в России 50 герц).
Следовательно, единственный способ изменить величину ЭДС синхронного генератора — изменить магнитный поток {\displaystyle \Phi }.
Магнитный поток {\displaystyle \Phi } пропорционален силе тока в контуре {\displaystyle I} (А, ампер) и индуктивности {\displaystyle L} (Гн, генри):
{\displaystyle \Phi =LI}.
Отсюда формула ЭДС синхронного генератора будет выглядеть так: {\displaystyle E=cnLI}.
Регулирование ЭДС путём изменения магнитного потока осуществляется последовательным включением в цепь обмоток возбуждения реостатов или электронных регуляторов напряжения. На роторе генератора находятся контактные кольца, ток возбуждения подводится через щёточный узел (скользящие контакты). В том случае, если на общем валу с генератором находится малый генератор-возбудитель — тогда регулирование осуществляется опосредованно, путём регулирования тока возбуждения генератора-возбудителя.
В том случае, когда используются генераторы переменного тока с возбуждением от постоянных магнитов (например, в малой энергетике) — осуществляется регулирование выходного напряжения с помощью внешних устройств: регуляторы и стабилизаторы напряжения. См. также стабилизаторы переменного напряжения, импульсный стабилизатор напряжения.
Если безразлично, ток какой частоты получается на зажимах генератора (например, переменный ток затем выпрямляется, как на тепловозах с передачей переменно-постоянного тока, таких как ТЭ109, ТЭ114, ТЭ129, ТЭМ7 и др.) — ЭДС регулируется и изменением тока возбуждения и изменением числа оборотов тягового генератора.

## Параллельная работа синхронных генераторов
На электростанциях синхронные генераторы соединяются друг с другом параллельно для совместной работы на общую электрическую сеть. Когда нагрузка на электрическую сеть мала, работает только часть генераторов, при повышенном энергопотреблении («час пик») включаются резервные генераторы. Этот способ выгоден, так как каждый генератор работает на полную мощность, следовательно, с наиболее высоким коэффициентом полезного действия.

### Синхронизация генератора с электрической сетью
В момент подключения резервного генератора к электрическим шинам его  электродвижущая сила должна быть численно равна напряжению на этих шинах,  иметь одинаковую с ним частоту, и фазовый сдвиг равный нулю. Процесс выведения резервного генератора на режим, при котором обеспечивается указанное условие, называется синхронизацией генератора.
Если это условие не будет выполнено (подключаемый генератор не выведен на синхронный режим), то из сети в генератор может пойти большой ток, генератор заработает в режиме электродвигателя, что может привести к аварии.
Для выполнения синхронизации подключаемого генератора с электрической сетью применяются специальные устройства, в простейшем виде — синхроноско́п.
Синхроноскоп представляет собой лампу накаливания и «нулевой» вольтметр, включённые параллельно контактам рубильника, отключающего генератор от шин сети (соответственно сколько фаз, столько ламп накаливания и вольтметров).
При разомкнутом состоянии рубильника параллельная сборка «лампа накаливания — „нулевой“ вольтметр» оказывается включенной последовательно цепи «фаза генератора — фаза электросети».

После запуска генератора (при разомкнутом рубильнике) его выводят на номинальные обороты, и регулируя ток возбуждения, добиваются того, чтобы электрическое напряжение на клеммах генератора и на шинах сети было приблизительно одинаковым.
Когда генератор приближается к режиму синхронизации, лампы накаливания начинают мигать, и в момент почти полной синхронизации они гаснут. Однако лампы гаснут при напряжении, не равном нулю, для индикации полного нуля служат вольтметры («нулевые» вольтметры). Как только и «нулевые» вольтметры покажут 0 вольт — генератор и электрическая сеть синхронизированы, можно замыкать рубильник. Если две лампы накаливания (на двух фазах) погасли, а третья — нет, это означает, что одна из фаз генератора подключена неправильно к шине электрической сети.

## Генераторы переменного тока на транспорте

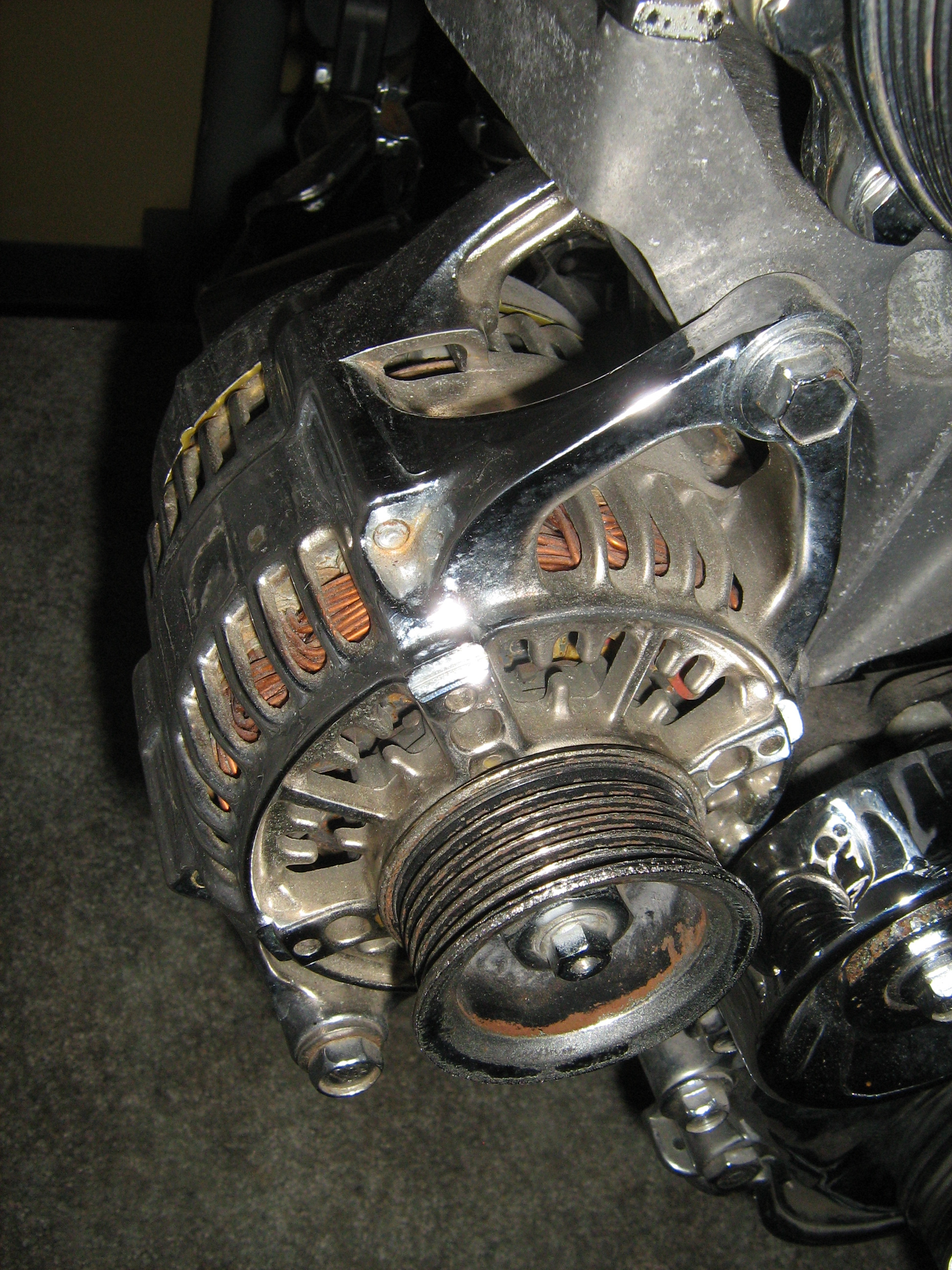
Автомобильный генератор переменного тока. Приводной ремень снят

Трёхфазные генераторы переменного тока с встроенным полупроводниковым мостовым трёхфазным выпрямителем используются на современных автомобилях для зарядки автомобильного аккумулятора, а также для питания электропотребителей, таких как система зажигания, автомобильная светотехника, бортовой компьютер, система диагностики и других. Постоянство напряжения в бортовой сети поддерживается специализированным регулятором напряжения.
Применение автомобильных генераторов переменного тока позволяет уменьшить габаритные размеры, вес генератора, повысить его надёжность, сохранив или даже увеличив его мощность по сравнению с генераторами постоянного тока.
Например, генератор постоянного тока Г-12 (автомобиль ГАЗ-69) весит 11 кг, номинальный ток 20 ампер, а генератор переменного тока Г-250П2 (автомобиль УАЗ-469) при массе 5,2 кг выдаёт номинальный ток 28 ампер.
Генераторы переменного тока применяются в гибридных автомобилях, позволяющих совмещать тягу двигателя внутреннего сгорания и электродвигателя. Это позволяет избежать работы ДВС в режиме малых нагрузок, а также реализовывать рекуперацию кинетической энергии, что повышает топливную эффективность силовой установки.
На тепловозах, таких как ТЭ109, ТЭ114, ТЭ129, ТЭМ7, ТЭМ9, ТЭРА1, ТЭП150, 2ТЭ25К применяется электрическая передача переменно-постоянного тока, устанавливаются синхронные трёхфазные тяговые генераторы. Тяговые электродвигатели постоянного тока, вырабатываемая генератором электроэнергия выпрямляется полупроводниковой выпрямительной установкой. Замена генератора постоянного тока на генератор переменного тока позволила снизить массу электрооборудования, резерв может быть использован для установки более мощного дизельного двигателя. Однако тяговый генератор переменного тока не может использоваться как стартер для двигателя внутреннего сгорания, запуск производится генератором постоянного тока для цепей управления.
На опытном тепловозе 2ТЭ137, новых российских локомотивах 2ТЭ25А, ТЭМ21 применяется электрическая передача переменно-переменного тока, с асинхронными тяговыми электродвигателями.

## Асинхронные двигатели как генераторы переменного тока
Как обратимая электрическая машина асинхронный электродвигатель переменного тока может быть переведён в генераторный режим.
В генераторном режиме скольжение (разница между угловой скоростью ротора и угловой скоростью вращающегося магнитного поля) меняет знак, то есть асинхронный двигатель работает как асинхронный генератор.
Данное включение используется в основном на транспорте для реостатного или рекуперативного торможения (там, где в качестве тяговых электродвигателей применяются асинхронные).

## Охлаждение генераторов переменного тока

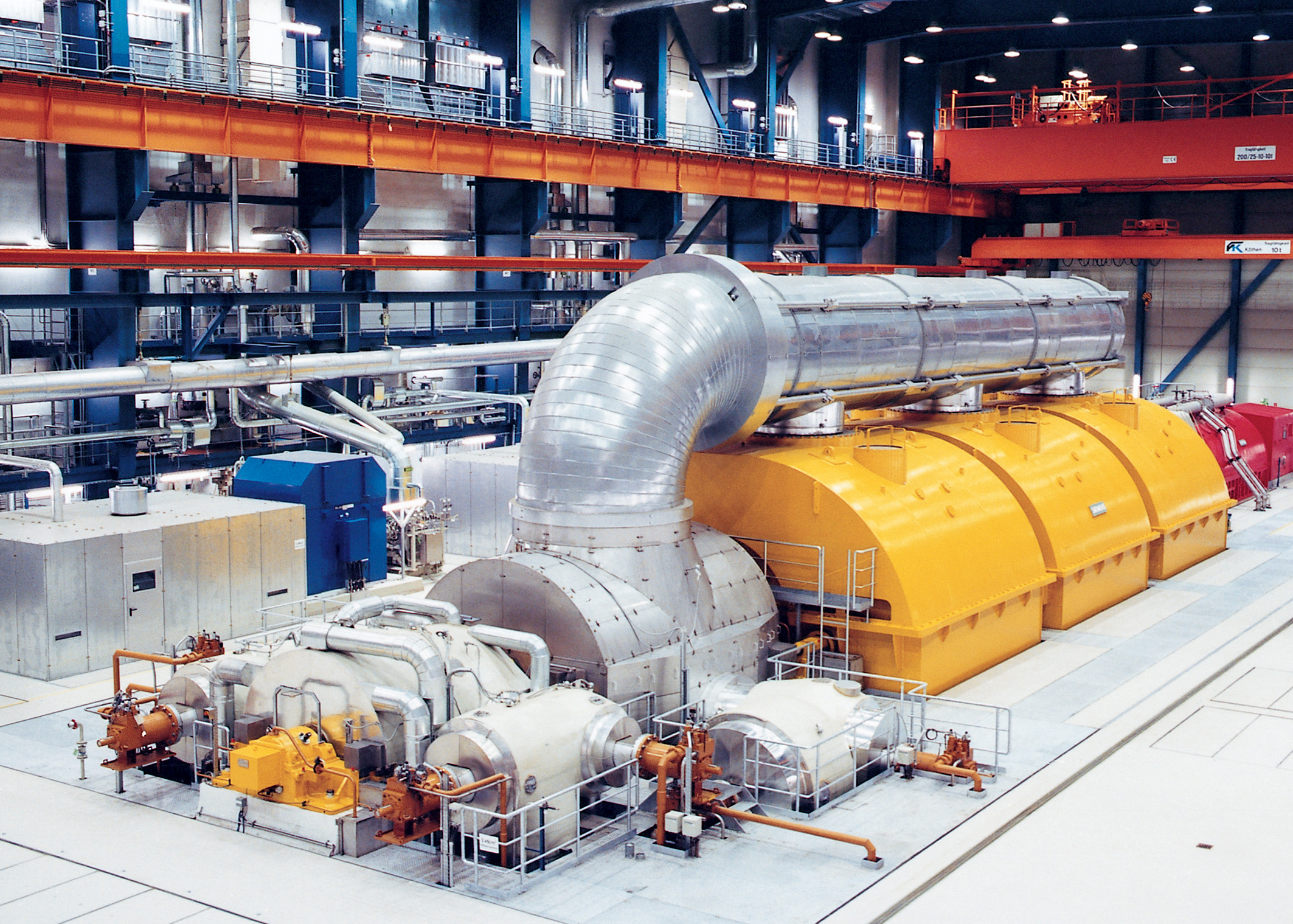
Генератор с водородным охлаждением, окрашен в красный цвет

Во время работы в генераторе возникают потери энергии, превращающиеся в теплоту и нагревающие его элементы. Хотя КПД современных генераторов очень высок, абсолютные потери достаточно велики, что приводит к значительному повышению температуры активной стали, меди и изоляции. Повышение температуры конструктивных элементов, в свою очередь, ведёт к их постепенному разрушению и уменьшению срока службы генератора. Для предотвращения этого применяют различные системы охлаждения.
Выделяют следующие типы систем охлаждения: поверхностное (косвенное) и непосредственное охлаждение. Косвенное охлаждение в свою очередь может быть воздушным и водородным.
Водородные системы охлаждения чаще устанавливаются на крупные генераторы, так как они обеспечивают лучший отвод тепла (по сравнению с воздухом водород имеет большую теплопроводность и в 10 раз меньшую плотность). Водород пожаро- и взрывоопасен, поэтому применяется изоляция вентиляционной системы и поддержание повышенного давления.